# علي (ممثل هندي)
علي (بالتيلوغوية: ఆలీ)‏ هو ممثل هندي، ولد في 10 أكتوبر 1968 في الهند. من الجوائز التي نالها جائزة فيلم فير جنوب وجائزة ناندي عن فئة أفضل كوميدي ‏.

## جوائز
- جائزة فيلم فير جنوب
- جائزة ناندي عن فئة أفضل كوميدي [الإنجليزية]‏

## وصلات خارجية
- علي على موقع IMDb (الإنجليزية)
- علي على موقع قاعدة بيانات الفيلم (الإنجليزية)